# Выстрел

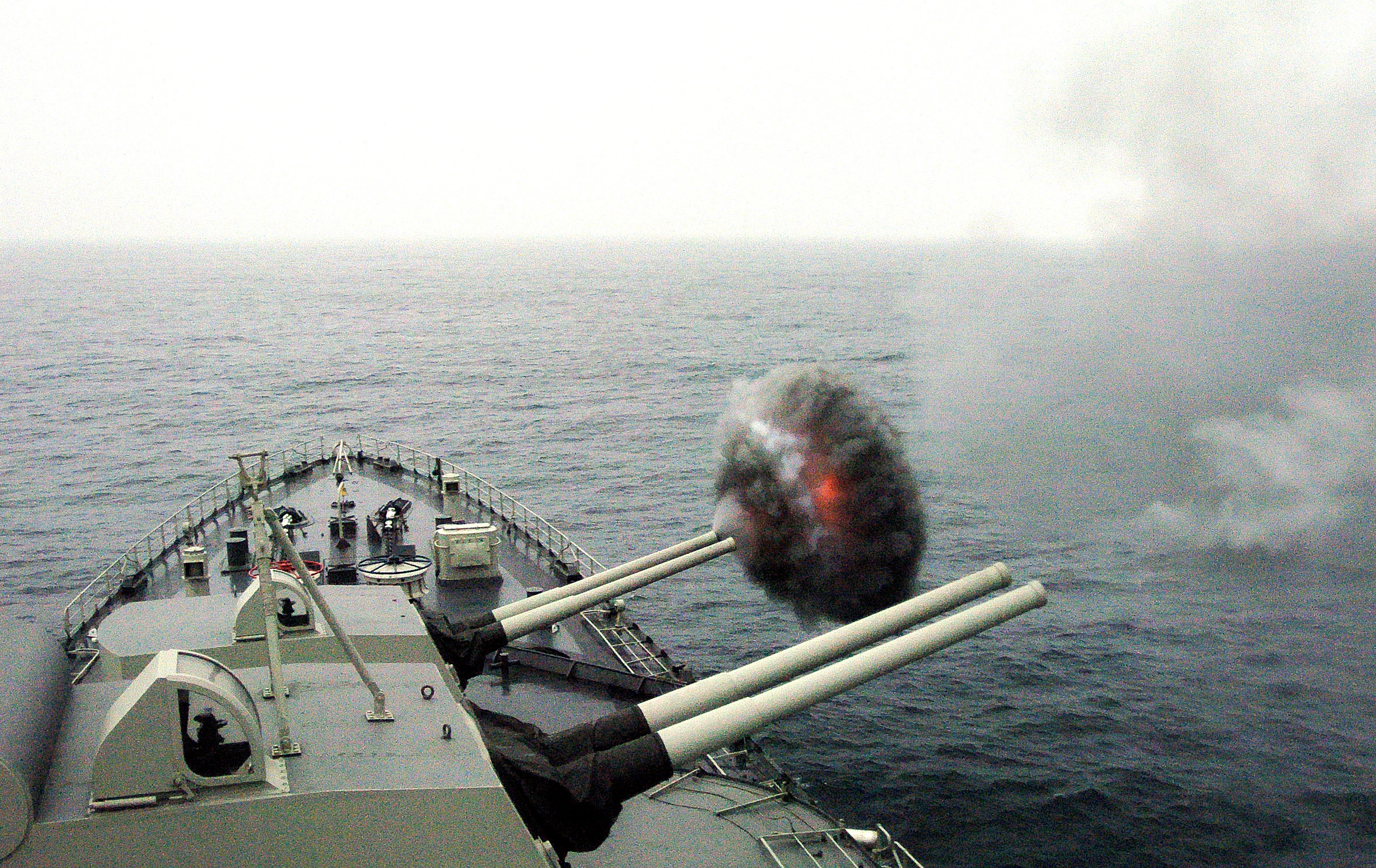
Выстрел из палубного орудия.

Выстрел — явление, происходящее при стрельбе, например, из огнестрельного и другого оружия.
Происходит от слова «стрела». Выстрел, из огнестрельного и иного оружия, представляет собой сложный комплекс физических и химических явлений. Знание о происходящих во время выстрела процессах и о влиянии на них большого числа внешних факторов помогает стрелкам, танкистам, артиллеристам и так далее, при расчёте данных для вычисления точных установок для стрельбы и, как следствие, способствует успешному выполнению стоящих перед ними боевых задач. Событие выстрела можно условно разделить на две стадии — движение пули, снаряда в канале ствола стрелкового и артиллерийского орудия и комплекс явлений, происходящих после вылета снаряда из ствола. Более подробное описание каждой из этих стадий приведено ниже.

## Виды и типы
На начало XX столетия выстрелы различали: холостой и боевой, и в зависимости от крутизны траектории на:
- прицельный или настильный[1], для поражения открытой вертикальной цели, траектория наиболее отлогая (угол возвышения не более 15°);
- навесный[5][1], для поражения открытых и закрытых горизонтальных целей, траектория наиболее крутая (угол 30° — 60°), и  употребляется для разрушения прочных сводов и для стрельбы против предметов, находящихся за закрытием[6];
- перекидной[1], для поражения закрытой вертикальной цели, крутизна траектории такая, сколько нужно для перелета через препятствие, а в зависимости от расположения цели на:
- демонтирный[1], когда протяжение цели перпендикулярно направлению выстрела;
- анфиладный[1], когда протяжение цели совпадает направлению выстрела;
- и прочие[2], например Прямой выстрел[7], Контрольный выстрел[8] и так далее.

## Движение снаряда в канале ствола орудия

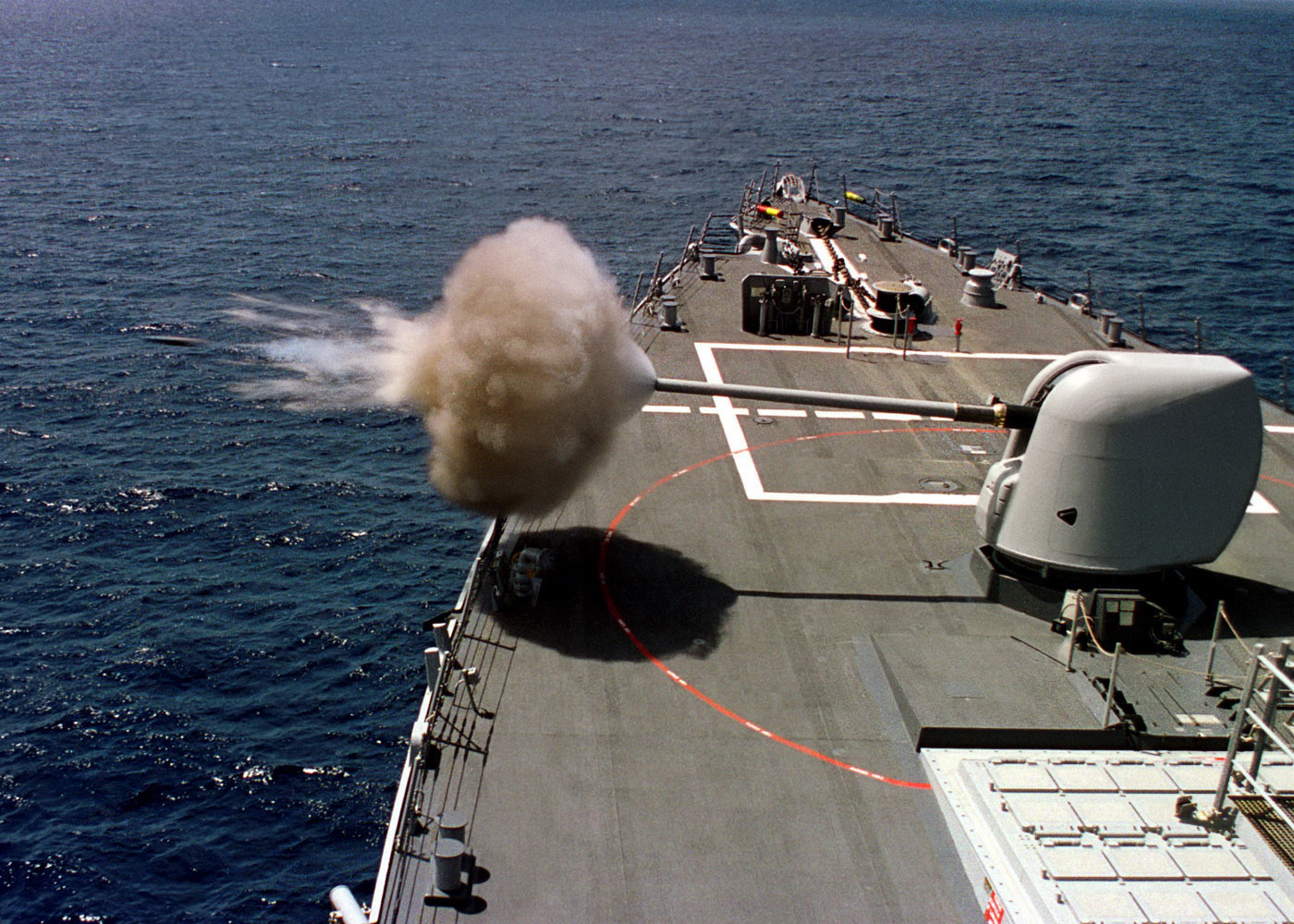

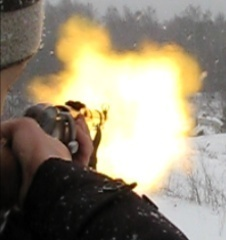
Выстрел из КО-44.

После того, как затвор казённой части орудия заперт, производится подрыв метательного заряда, чаще всего путём механического удара по капсюлю. Капсюль инициирует химическую реакцию самоокисления вещества метательного заряда (пороха, пироксилина, баллистита). Эти вещества являются взрывчатыми, но в них химическая реакция самоокисления носит характер быстрого горения, а не детонации, как у динамита, тринитротолуола или гексогена. Это необходимо для предотвращения чрезмерно быстрого газообразования внутри ствола орудия, которое может привести к прорыву газов сквозь затвор или даже к разрыву орудия. При горении метательного заряда запасенная в нём химическая энергия переходит во внутреннюю энергию хаотического движения молекул пороховых газов. Величина удельного энерговыделения Q зависит от вида вещества метательного заряда, находясь в диапазоне 5-10 МДж/кг. Впоследствии часть тепловой энергии пороховых газов преобразуется в механическую кинетическую энергию снаряда.
Образовавшиеся при горении метательного заряда пороховые газы с температурой порядка 3000° градусов Цельсия оказывают давление на донную часть снаряда, придавая ему ускорение. Это ускорение не является постоянным во времени, оно меняется из-за изменений силы давления газов на днище снаряда и силы трения о стенки канала ствола орудия. В нарезных орудиях последняя существенно больше, чем в гладкоствольных. Однако врезание снаряда в нарезы позволяет придать ему вращение вокруг продольной оси симметрии и стабилизировать его полет после вылета из орудия. Так как снаряд покидает ствол за очень короткий промежуток времени, то в процессе расширения пороховых газов до его вылета не успевает произойти сколь-нибудь значительный теплообмен с окружающей средой; процесс в первом приближении можно считать адиабатическим. Значительный нагрев канала ствола при выстреле обусловлен большими силами трения между снарядом и стенками канала, особенно у нарезных орудий. Подробно движение снаряда внутри орудия изучает внутренняя баллистика.
Вплоть до момента пересечения днищем снаряда дульного среза орудия система «снаряд-ствол-пороховые газы» является замкнутой, то есть к ней применимы законы сохранения импульса, энергии и момента импульса. Однако для расчета дульной скорости практическое значение имеют только два первых закона сохранения. В гладкоствольных орудиях вращательные движения и вовсе отсутствуют. В нарезных орудиях доля энергии, идущая на придание снаряду осевого вращательного движения, как правило много меньше доли, идущей на его разгон. Оба этих закона сохранения позволяют оценить энергию отдачи и коэффициент полезного действия (КПД) орудия как тепловой машины в целом.
Рассмотрим два состояния системы — в момент «0» полного сгорания метательного заряда, но когда снаряд ещё неподвижен и в момент «1» вылета снаряда из орудия. При этом введем два допущения. Первым будет полное сгорание метательного заряда до начала движения снаряда. На самом деле сгорание ещё происходит, когда снаряд уже начал движение. Однако точный расчёт в таком случае очень сложен, так как представляет собой самосогласованную задачу. Для решения практических задач описанное выше допущение считается вполне пригодным. Вторым допущением будет отсутствие тепловых потерь, которые нарушают чисто механические законы сохранения энергии и импульса. Применительно к практике это означает, что производится оценка сверху энергии отдачи и КПД орудия.
В момент «0» снаряд массой mсн, откатные части орудия массой M и пороховые газы массой mпг не имеют механических скоростей в инерциальной системе отсчета, связанной с Землёй. Так что все импульсы равны нулю.
В момент «1» снаряд набрал скорость v, откатные части (в отсутствие противооткатных устройств) получили скорость V. Соответственно проекция импульса снаряда pсн на ось, направленную вдоль канала ствола орудия, равна mснv, а проекция импульса откатных частей P = -MV. Согласно принятой в артиллерии модели распределения скорости упорядоченного движения пороховых газов вдоль канала ствола орудия эта скорость равна нулю у затвора и линейно возрастает до v у дульного среза. Расчет суммарного импульса пороховых газов интегрированием вдоль канала ствола орудия дает значение pпг = 0.5mпгv. Применяя закон сохранения импульса, получаем
mснv + 0.5mпгv = MV
Из этого уравнения можно рассчитать скорость откатных частей и значение кинетической энергии отдачи E = 0.5MV² от вылета снаряда, которая нужна в ходе проектирования противооткатных устройств орудия и для возможного оснащения ствола дульным тормозом. Эти устройства нужны для смягчения ударных нагрузок на лафет при отдаче. Аналогично, рассчитав полезную кинетическую энергию снаряда e = 0.5mснv², можно получить КПД орудия, разделив e на mпгQ (так как масса пороховых газов равна массе метательного заряда).

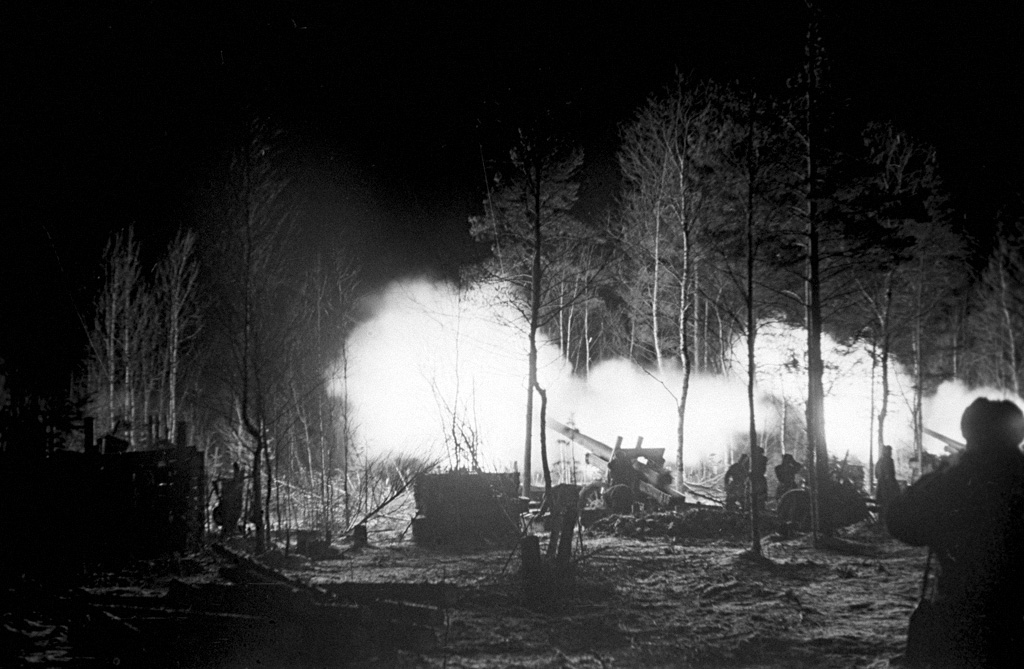
Огонь ведёт корпусная артиллерия, Ленинградская область, РСФСР, 1 сентября 1944 года.

В качестве примера рассмотрим 121.92-мм корпусное орудие А-19 обр. 1931/37 г, обладающее следующими характеристиками и боеприпасами:
- v = 800 м/с
- M = 2400 кг
- mсн = 25 кг
- mпг = 3.8 кг (она же масса метательного заряда);

Рассчитав по вышеприведенным формулам импульсы снаряда и пороховых газов, получим:
- pсн = 25*800 = 20000 кг·м/с;
- pпг = 0.5*800*3.8 = 1520 кг·м/с;
- P = pсн + pпг = 21520 кг·м/с.

Исходя из этого, V = P / M = 8.96 м/с и E = 96 кДж. Взяв за оценку верхнюю границу Q как 10 МДж/кг и получив e = 8 МДж, можно примерно оценить КПД орудия А-19 как 8 / (10 * 3.8) = 0.21.
Однако знания P недостаточно для вычисления полной энергии отдачи, так как сам процесс отдачи продолжается уже после вылета снаряда. Поэтому рассмотрим вторую фазу явления выстрела — последействие после вылета снаряда.

## Последействие

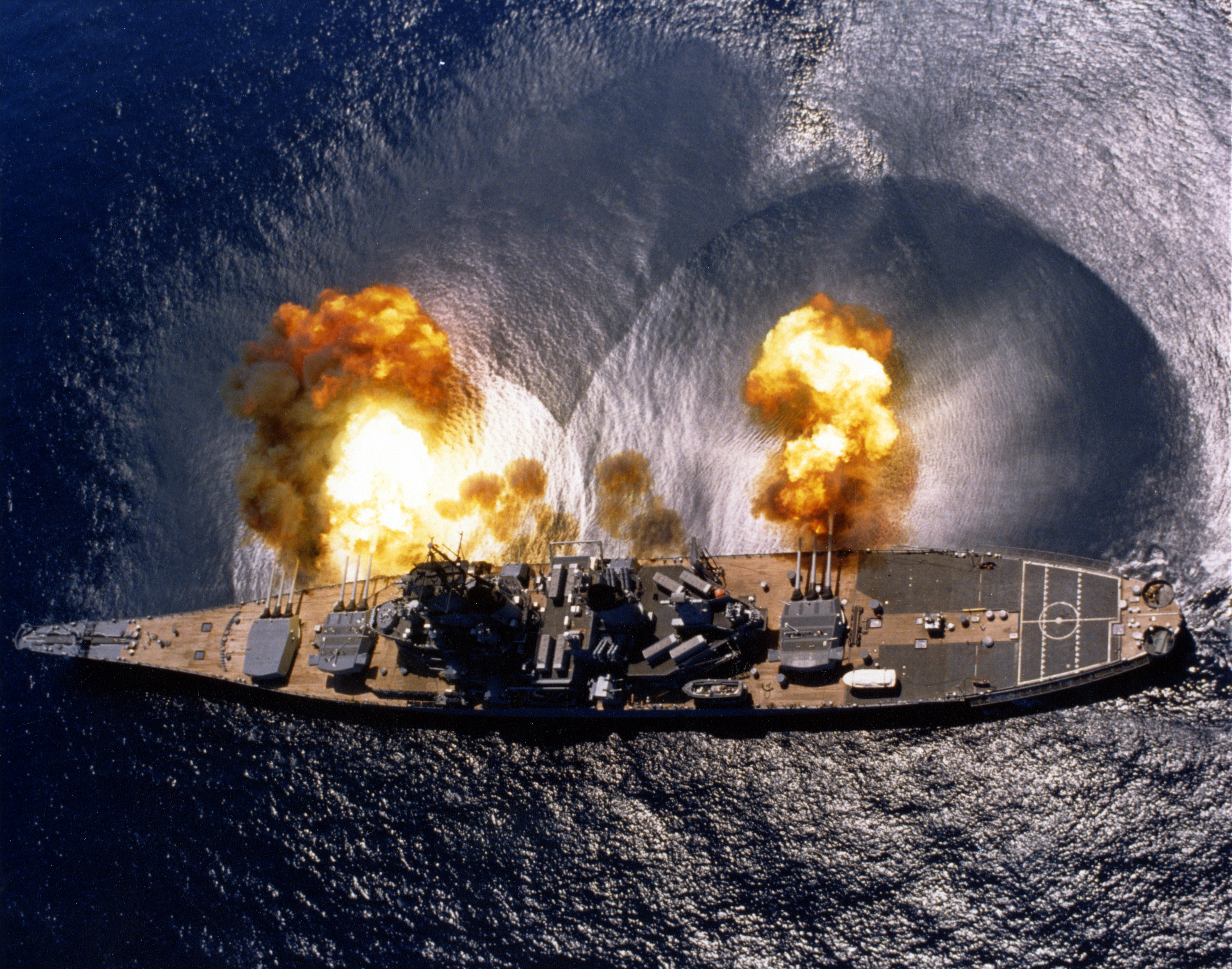
Выстрел из корабельного орудия. Круговые образования — след ударной волны от истекающих пороховых газов.

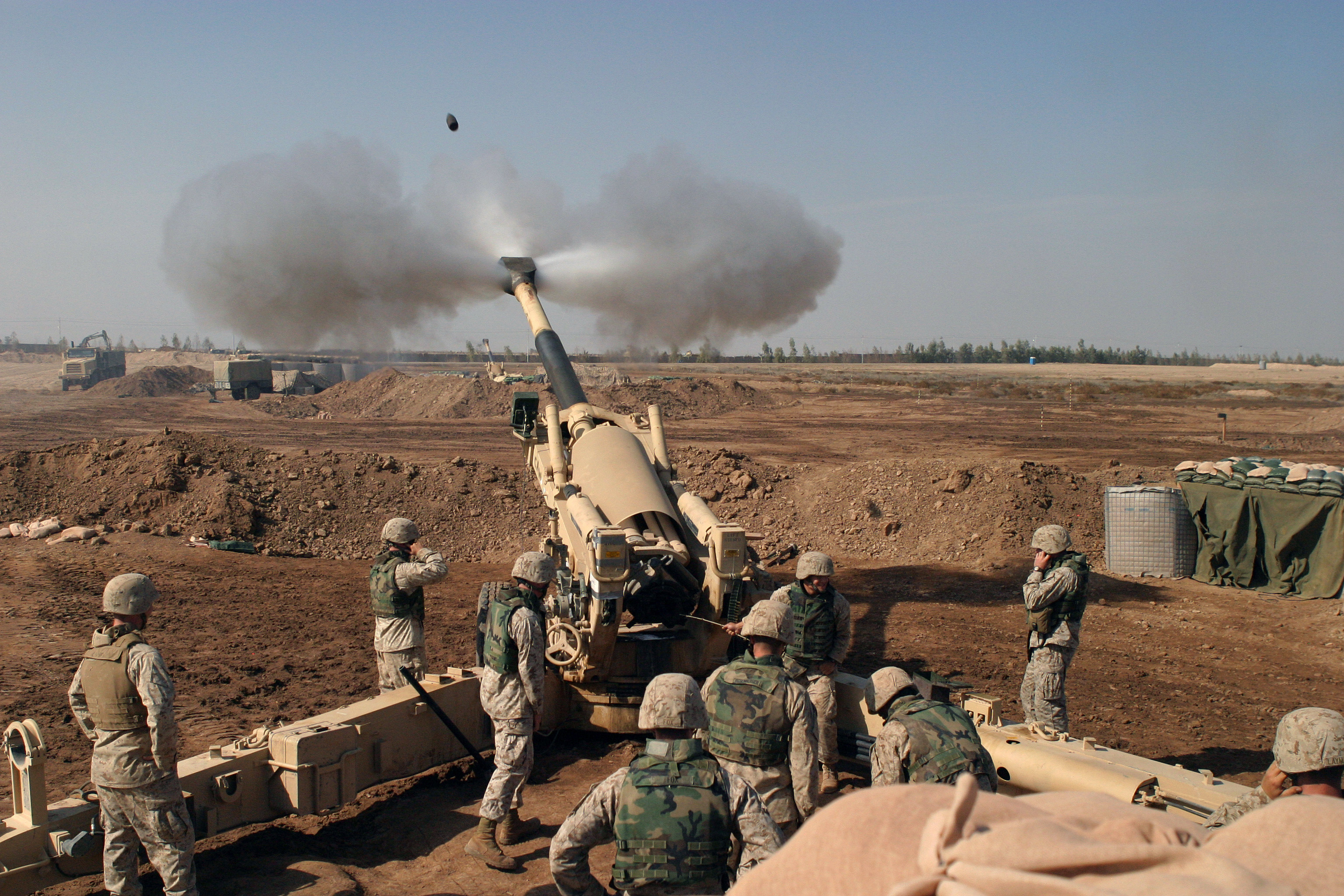

После вылета снаряда сильно нагретые пороховые газы начинают сверхкритически истекать через дуло орудия. Именно этим объясняется красноватая вспышка (соответствующая температуре газов около 3000° градусов Цельсия) после выстрела и акустическая ударная волна. Помимо этого рассеивающиеся в окружающем пространстве пороховые газы способны выполнить механическую работу по приведению в движение близлежащих предметов. Поэтому после выстрела полевое орудие часто окутывается непрозрачным облаком поднятой с поверхности земли пыли даже при стрельбе с использованием бездымного пороха. Истекающие из канала ствола газы воздействуют по третьему закону Ньютона на сам ствол с равной и противоположно направленной силой. Реализуется принцип реактивного движения, который усиливает чисто механическую отдачу от вылета снаряда. Точный расчёт полной энергии отдачи является сложной процедурой, но в артиллерийской науке существует эмпирическое правило, что в механическую энергию отдачи уходит 3 % от дульной энергии снаряда. То есть для А-19 полная механическая энергия отдачи составляет 0.03*8 МДж = 240 кДж. Это соответствует потенциальной энергии груза массой в 1 тонну, поднятого на 24 м над уровнем земли, принятым за нулевую точку отсчета энергии. В обычных условиях этого хватило бы, чтобы смять или разбить на части лафет орудия. Однако противооткатные устройства у этой пушки (она не оснащена дульным тормозом) успешно гасят эту энергию отдачи и используют её, чтобы привести откатную часть орудия в исходное положение перед следующим выстрелом.
Полное же распределение энергии при выстреле варьирует в зависимости от типа орудия, метательного заряда и снаряда, но в целом картина выглядит приблизительно так:
- 20 % — 40 % уходит в кинетическую энергию снаряда
- 15 % — 25 % уходит на нагрев снаряда и ствола путём взаимного трения
- 5 % уходит на механическую энергию отката орудия
- прочее (иной раз до 60 %) — диссипация в атмосферу